# Versenkte Schiffe der Hochseeflotte 1919

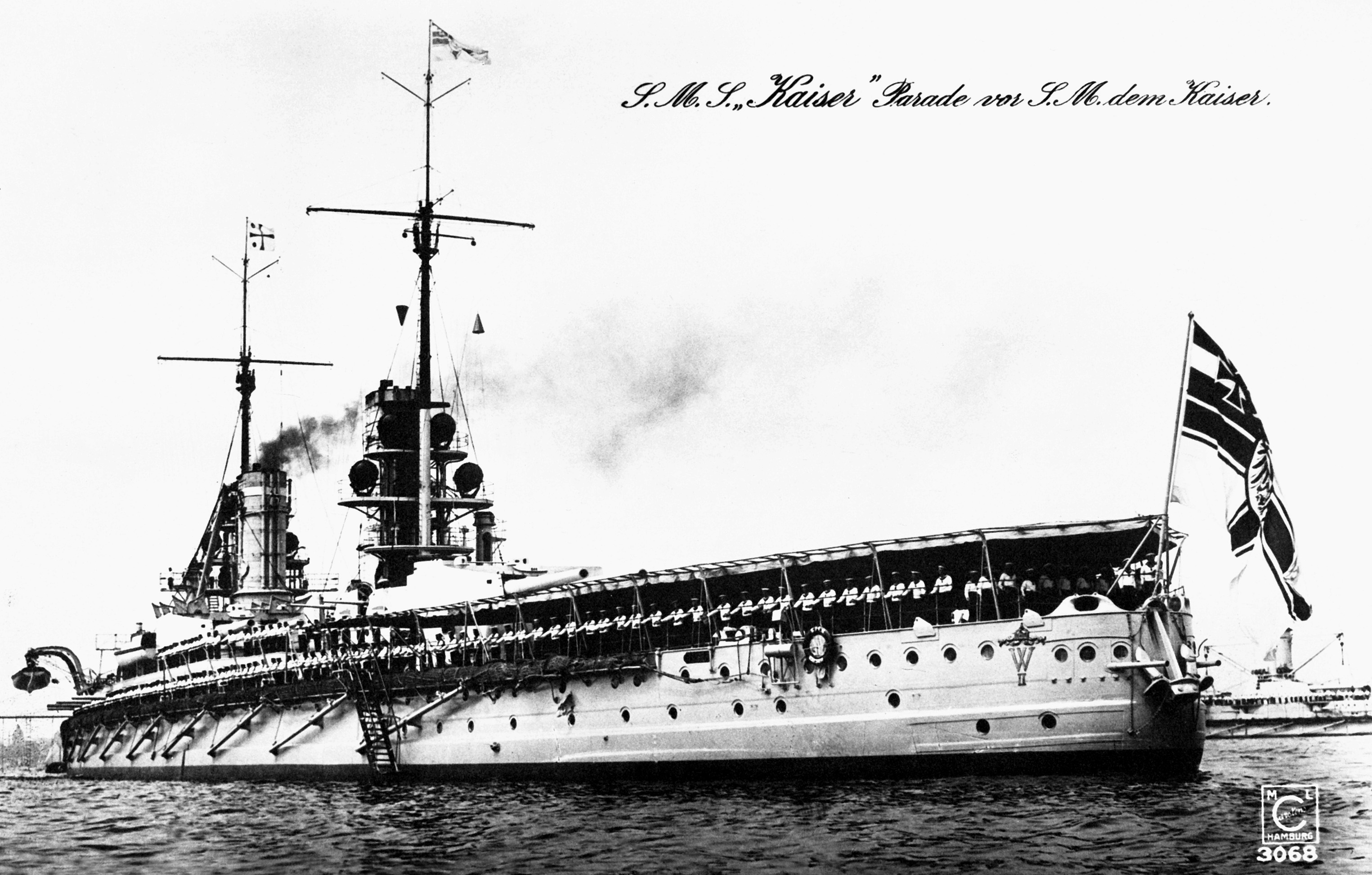
Die Kaiser bei einer Parade in der Vorkriegszeit

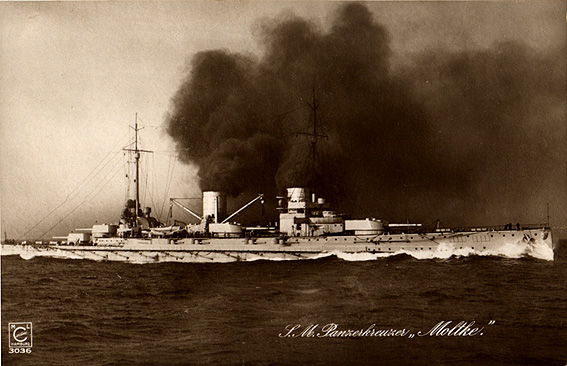
Moltke

Nach Ende der Kampfhandlungen im Ersten Weltkrieg wurde die deutsche Hochseeflotte gemäß den Waffenstillstandsbestimmungen im schottischen Scapa Flow interniert. Die 74 Schiffe waren entwaffnet worden und nur mit Notbesatzungen besetzt.
Konteradmiral Ludwig von Reuter gab am 21. Juni 1919 den Befehl zur Selbstversenkung der Flotte. Lediglich ein Großlinienschiff, vier Kleine Kreuzer sowie vierzehn Torpedoboote konnten durch das Eingreifen britischer Seeleute an der Selbstversenkung gehindert und in seichtes Wasser geschleppt werden. Nur vier Torpedoboote blieben schwimmend.
Die 32 versenkten Torpedoboote wurden zwischen 1922 und 1926, 13 der größeren Schiffe zwischen 1926 und 1939 gehoben. Drei Großlinienschiffe und vier Kleine Kreuzer liegen jedoch immer noch in der Bucht und sind ein beliebtes Ziel für Sporttaucher.

## Großlinienschiffe
| Name                 | Gehoben           | Abgewrackt          | Bemerkung                                       |
| -------------------- | ----------------- | ------------------- | ----------------------------------------------- |
| Bayern               | 1. September 1934 | bis 1935, in Rosyth |                                                 |
| Friedrich der Große  | 29. April 1937    | in Scapa Flow       |                                                 |
| Großer Kurfürst      | 29. April 1938    | in Rosyth           |                                                 |
| Kaiser               | 20. März 1929     | bis 1930, in Rosyth |                                                 |
| Kaiserin             | 11. Mai 1936      | in Rosyth           |                                                 |
| König Albert         | 31. Juli 1935     | bis 1936, in Rosyth |                                                 |
| König                |                   |                     | nicht gehoben                                   |
| Kronprinz Wilhelm    |                   |                     | nicht gehoben                                   |
| Markgraf             |                   |                     | nicht gehoben                                   |
| Prinzregent Luitpold | 9. Juli 1931      | bis 1933, in Rosyth |                                                 |
| Baden                |                   |                     | auf Grund gesetzt, 1921 als Zielschiff versenkt |

## Große Kreuzer (Schlachtkreuzer)
| Name         | Gehoben           | Abgewrackt           | Bemerkung                            |
| ------------ | ----------------- | -------------------- | ------------------------------------ |
| Derfflinger  | 12. November 1939 | 1946–1947, in Rosyth | letzte Teile noch bis April 1948     |
| Hindenburg   | 22. Juli 1930     | 1931–32, in Rosyth   | mehrere Bergungsversuche gescheitert |
| Moltke       | 10. Juli 1926     | bis 1929, in Rosyth  |                                      |
| Seydlitz     | 2. November 1928  | bis 1930, in Rosyth  |                                      |
| Von der Tann | 7. Dezember 1930  | bis 1934, in Rosyth  |                                      |

## Kleine Kreuzer
| Name      | Gehoben           | Abgewrackt           | Bemerkung         |
| --------- | ----------------- | -------------------- | ----------------- |
| Cöln      |                   |                      | nicht gehoben     |
| Karlsruhe |                   |                      | nicht gehoben     |
| Dresden   |                   |                      | nicht gehoben     |
| Brummer   |                   |                      | nicht gehoben     |
| Bremse    | 27. November 1929 | 1929–1930, in Lyness | Minenkreuzer      |
| Nürnberg  |                   |                      | auf Grund gesetzt |
| Frankfurt |                   |                      | auf Grund gesetzt |
| Emden     |                   |                      | auf Grund gesetzt |

## Torpedoboote
32 Große Torpedoboote wurden versenkt, zwischen 1922 und 1926 gehoben und in der Folge abgewrackt:
- Erste Flottille (S 32, G 38, G 39, G 40, G 86, V 129)
- Zweite Flottille (G 101, G 103, G 104, B 109, B 110, B 111, B 112)
- Dritte Flottille (S 53, S 54, S 55, V 70, G 91)
- Sechste Flottille (V 45, S 49, S 50, S 131)
- Siebente Flottille (S 56, S 65, V 78, V 83, G 89, S 136, S 138, H 145)
- Siebzehnte Halbflottille (S 36, S 52).

14 Große Torpedoboote konnten von den Briten auf Grund gesetzt und 4 schwimmend geborgen werden:
- Britische Beute (V 44, S 51, V 73, V 82, G 92, V 125, V 128 und S 137 – jeweils abgewrackt)
- Britische Beute (V 82 – bei der Überführung zum Abwracken gesunken)
- Amerikanische Beute (V 43, G 102, S 132 – jeweils 1921 als Zielschiff versenkt)
- Französische Beute (V 46, V 100, V 126 – abgewrackt, Kesselanlagen in die Zerstörer Aventurier und Intrepide eingebaut)
- Japanische Beute (S 60, V 80, V 127 – alle noch in Europa abgewrackt).